# Jenji Kohan
Jenji Leslie Kohan (Los Ángeles, 5 de julio de 1969) es una guionista y productora de televisión estadounidense, reconocida por ser la creadora de las series de televisión Weeds y Orange Is the New Black. Ha recibido nueve nominaciones a los Premios Emmy, ganando en una ocasión como productora de la serie Tracey Takes On...

## Inicios
Kohan nació en el seno de una familia judía en Los Ángeles, California, hija de Rhea Kohan y Alan W. "Buz" Kohan. Gran parte de su familia se encuentra en el mundo del espectáculo.
Kohan creció en Beverly Hills, California y se graduó en la Secundaria de Beverly Hills en 1987. Ingresó inicialmente en la Universidad Brandeis y luego fue transferida a la Universidad de Columbia, donde se graduó en literatura y lengua inglesa en 1991.

## Trayectoria profesional
Kohan inició su carrera en el seriado The Fresh Prince of Bel-Air escribiendo un episodio. Luego de trabajar como guionista para series como Mad About You, Tracey Takes On... y Friends, colaboró con su hermano David en el guion de Will & Grace. Trabajaron juntos además en la serie The Stones para la CBS, con resultados poco satisfactorios.

### Weeds
Más adelante, Kohan creó un programa para el canal Showtime titulado Weeds, en el que también se desempeñó como productora ejecutiva durante sus ocho temporadas. La serie se convirtió en un éxito.

### Orange Is the New Black
Otra serie exitosa creada por Kohan fue Orange Is the New Black, una adaptación de la obra homónima escrita por Piper Kerman sobre su experiencia en prisión. La serie fue estrenada en Netflix el 11 de julio de 2013 y durante sus siete temporadas recibió aclamación crítica.

## Vida personal
Kohan tiene tres hijos, Charlie, Eliza y Oscar. Vive con ellos en el barrio de Los Feliz en Los Ángeles. Kohan y su familia son judíos.

## Filmografía
- 1994: The Fresh Prince of Bel-Air – guionista (1 episodio)
- 1996: Boston Common – guionista (1 episodio)
- 1996–1999: Tracey Takes On... – guionista (18 episodios)
- 1997: Mad About You – productora, guionista (1 episodio)
- 1998: Sex and the City – historia (1 episodio)
- 2000: Gilmore Girls – productora (12 episodios)
- 2002: Will & Grace – guionista (1 episodio)
- 2002: My Wonderful Life guionista, productora ejecutiva
- 2004: The Stones – guionista, productora ejecutiva
- 2005–2012: Weeds – creadora, guionista, productora ejecutiva (102 episodios)
- 2009: Ronna & Beverly – historia
- 2010: Tough Trade – historia
- 2013–2019: Orange Is the New Black – creadora, guionista, productora ejecutiva
- 2015: The Devil You Know – creadora, guionista, productora ejecutiva (1 episodio)
- 2017–2020: GLOW – productora ejecutiva
- 2019–presente: American Princess – productora ejecutiva